# Zamach stanu w Czadzie (2004)

Położenie Czadu na mapie Afryki.

Zamach stanu w Czadzie w 2004 – nieudany zamach stanu, dokonany w Czadzie w dniach 16 maja–17 maja 2004 przez grupę wojskowych przeciw władzy prezydenta Idrissa Déby.

## Zamach stanu
16 maja 2004 grupa około 80 żołnierzy pod dowództwem pułkownika Bechira Haggara rozpoczęła rebelię w stolicy kraju Ndżamenie. Jednym z powodów buntu miało być niewypłacanie żołnierzom zaległego żołdu oraz złe warunki pełnienia służby. Pułkownik Haggar, wywodzący się z tego samego co prezydent - klanu Zagawa, był dodatkowo skonfliktowany z prezydentem Deby'm i spędził kilka lat na uchodźstwie. 
Grupa rebeliantów próbowała przejąć strategiczne punkty w mieście. Doszło do wymiany ognia. Jeszcze nad ranem 17 maja 2004 słychać było strzały. Do Ndżameny wjechały pojazdy opancerzone z siłami rządowymi, które zajęły pozycje wokół siedziby państwowego radia i telewizji oraz organizowały blokady i punkty kontrolne na ulicach.
17 maja 2004 minister informacji wydał komunikat, w którym ogłosił stłumienie rebelii. 
Jednym z możliwych powodów wszczęcia zamachu stanu mogła być także zmiana konstytucji przez prezydenta Déby, dzięki której mógł ubiegać się o trzecią z rzędu kadencję. Zamach odbył się bowiem miesiąc przed, zaplanowanym na 6 czerwca 2005, referendum konstytucyjnym, które zniosło limit kadencji prezydenckich. Zamach stanu mógł być zatem skutkiem walki politycznej w bliskim otoczeniu prezydenta, w którym nie brakowało również jego przeciwników. Do jednych z nich zaliczano dwóch kuzynów prezydenta Déby, braci bliźniaków Toma i Timana Erdimi.